# Gordon Fraser
Gordon Fraser (Ottawa, 19 novembre 1968) è un dirigente sportivo ed ex ciclista su strada canadese.

## Carriera
Professionista dal 1994 al 2006, in carriera ha corso un'edizione dei campionati del mondo e tre dei Giochi olimpici, oltre al Tour de France 1997; vanta inoltre 124 vittorie su strada, quasi tutte conseguite nel circuito nordamericano, oltre ad esser stato campione nazionale in linea nel 2004.
Dopo il ritiro, nel 2009 è approdato nello staff tecnico del Team Type 1 come direttore sportivo, per poi passare alla UnitedHealthcare. Dal 2015 al 2018 è stato direttore sportivo del team canadese Silber Pro Cycling; dal 2022 è invece nello staff della Israel-Premier Tech, formazione israelo-canadese.

## Palmarès

### Strada
- 1992 (dilettanti)

5ª tappa Niederösterreich Rundfahrt (Vienna)
- 1994 (Motorola-Merckx, sette vittorie)

Parigi-Troyes
Parigi-Chauny
Parigi-Yvetot
2ª tappa Tour du Vaucluse
5ª tappa Tour du Vaucluse
4ª tappa Tour de Normandie (Le Molay-Littry > La Haye-du-Puits)
5ª tappa Tour de Normandie (La Haye-du-Puits > Flers)
- 1997 (Mutuelle de Seine-et-Marne, una vittoria)

4ª tappa Grand Prix du Midi Libre (Ales > Montpellier)
- 1998 (Mercury-Outdoor Life Network, sei vittorie)

Killington Stage Race
4ª tappa Tour de Toona
1ª tappa Redlands Bicycle Classic (Highland > Highland)
4ª tappa Redlands Bicycle Classic (Redlands > Redlands)
2ª tappa Vuelta Ciclista Asturias (Gijón > Llanes)
1ª tappa Tour de Beauce
- 1999 (Mercury, venti vittorie)

2ª tappa Fitchburg Longsjo Classic
2ª tappa International Cycling Classic
7ª tappa International Cycling Classic
4ª tappa Tour de Toona
1ª tappa Tucson Bicycle Classic (Tucson > Tucson)
2ª tappa Tucson Bicycle Classic (Tucson > Tucson)
Classifica generale Tucson Bicycle Classic
1ª tappa Wendy's International Cycling Classic
2ª tappa Wendy's International Cycling Classic
Classifica generale Wendy's International Cycling Classic
3ª tappa Redlands Bicycle Classic
5ª tappa Redlands Bicycle Classic
1ª tappa Tour Lefleur
2ª tappa Tour Lefleur
5ª tappa Tour de Beauce (Saint Georges > Saint Georges)
2ª tappa Trans Canada
3ª tappa Trans Canada (Trois-Rivières > Montréal)
6ª tappa Trans Canada
8ª tappa Trans Canada (Hamilton)
9ª tappa Trans Canada (Hamilton > Cascate del Niagara)
- 2000 (Mercury, diciassette vittorie)

2ª tappa Another Dam Race
5ª tappa Tour de Willamette
1ª tappa Wendy's International Cycling Classic
3ª tappa Wendy's International Cycling Classic
5ª tappa Wendy's International Cycling Classic
6ª tappa Wendy's International Cycling Classic
Classifica generale Wendy's International Cycling Classic
1ª tappa Valley of the Sun Stage Race
3ª tappa Valley of the Sun Stage Race
Classifica generale Valley of the Sun Stage Race
1ª tappa Critérium International (Saint-Jean-de-Luz > Jurançon)
Gran Prix de la Ville de Rennes
1ª tappa Tour de Toona
2ª tappa Tour de Toona
3ª tappa Tour de Toona (Johnstown > Johnstown)
4ª tappa Tour de Toona (Hollidaysburg > Hollidaysburg)
Classifica generale Tour de Toona
- 2001 (Mercury-Viatel, cinque vittorie)

1ª tappa Tour de Langkawi (Alor Setar > Sungai Petani)
2ª tappa Redlands Bicycle Classic (Hershey)
2ª tappa Tour de Beauce (Charny > Beauceville)
Prologo Tour de Toona
3ª tappa Tour de Toona
- 2002 (Mercury, otto vittorie)

1ª tappa Valley of the Sun Stage Race
2ª tappa See Otter Classic
1ª tappa Tucson Bicycle Classic (Tucson > Tucson)
2ª tappa Tucson Bicycle Classic (Tucson > Tucson)
3ª tappa Tucson Bicycle Classic (Tucson > Tucson)
Classifica generale Tucson Bicycle Classic
First Union Classic
6ª tappa, 2ª semitappa Tour de Beauce
- 2003 (Health Net, nove vittorie)

2ª tappa Pomona Valley Stage Race
3ª tappa Pomona Valley Stage Race
4ª tappa Pomona Valley Stage Race
1ª tappa Tucson Bicycle Classic
1ª tappa Redlands Bicycle Classic (Highland > Highland)
1ª tappa Vuelta de Bisbee (Sulpher Springs)
1ª tappa Tour of the Gila
3ª tappa Tour of the Gila
3ª tappa Tour de Beauce (Lac Etchemin > Lac Etchemin)
- 2004 (Health Net, sette vittorie)

1ª tappa Merco Credit Union Downtown Criterium and Foothills Road Race (Merced > Merced)
2ª tappa Merco Credit Union Downtown Criterium and Foothills Road Race (Merced > Merced)
1ª tappa Tour de Georgia (Macon > Macon)
7ª tappa Tour de Georgia (Dawsonville > Alpharetta)
2ª tappa Tour of Connecticut (Lime Rock)
Campionati canadesi, Prova in Linea
4ª tappa Cascade Classic
- 2005 (Health Net, otto vittoria)

1ª tappa Merco Credit Union Downtown Criterium and Foothills Road Race (Merced)
2ª tappa Central Valley Classic
2ª tappa San Dimas Stage Race
Prologo See Otter Classic (Laguna Seca, cronometro)
6ª tappa Tour de Georgia (Blairsville > Alpharetta)
Wachovia Classic
4ª tappa Nature Valley Grand Prix (Red Wing > Red Wing)
3ª tappa Tour of Delta (Delta > Delta)
- 2006 (Health Net, sette vittorie)

3ª tappa Central Valley Classic
3ª tappa Tour of the Gila
1ª tappa Joe Martin Stage Race
2ª tappa Joe Martin Stage Race
4ª tappa Joe Martin Stage Race
Classifica generale Joe Martin Stage Race
3ª tappa Tour of Delta (Delta > Delta)

#### Altri successi
- 1994 (Motorola-Merckx)

Classifica a punti Giro delle Regioni
- 1998 (Mercury-Outdoor Life Network)

Criterium di Downers Grove
Grand View Heights
Criterium di Parker
Criterium di Dinuba
Redlands Bicycle Classic
- 1999 (Mercury)

Criterium di Cantua Creek
Criterium di Downers Grove
Criterium di Greenville
Criterium di Jackson
Criterium di Visalia
- 2000 (Mercury)

Criterium di Athens
Criterium di Downers Grove
Criterium di San José
Criterium di Visalia
Criterium di Austin
Criterium di Houston
- 2001 (Mercury-Vitael)

Criterium di Merced
Criterium di Visalia
- 2002 (Mercury)

Criterium di Athens
Criterium di Manhattan Beach
Criterium di Merced
- 2003 (Health Net)

Criterium di Merced
Criterium di Los Angeles
Criterium di Keene
Criterium di Vancouver
- 2005 (Health Net)

Criterium di Vancouver
Criterium di Roswell

## Piazzamenti

### Grandi Giri
- Tour de France

1997: ritirato

### Classiche monumento
- Giro delle Fiandre

2001: ritirato
- Parigi-Roubaix

1995: 78º
2001: ritirato

### Competizioni mondiali
- Campionati del mondo

Agrigento 1994 - In linea: ritirato
- Giochi olimpici

Atlanta 1996 - In linea: 75º
Sydney 2000 - In linea: 16º
Atene 2004 - In linea: ritirato